# 銭亀火山
銭亀火山（ぜにがめかざん）は、北海道函館市にある汐泊川河口沖約2.5kmの津軽海峡海底にある海底カルデラである。水深50m、直径はおよそ2km。カルデラそのものを指して銭亀沢カルデラとも呼ばれる。

## 特徴
地質は安山岩質である。1回の噴出でカルデラが形成されたと考えられ 、このカルデラが起源である火砕流噴出物が函館市銭亀、石崎の海岸沿いに露出している。この火山の噴出物は銭亀沢火砕流噴出物と女那川降下軽石と呼ばれ、それぞれ約9km3、約19km3噴出したと考えられている。また、湯の川温泉の熱源と推定されている。

## 噴火活動時期
- 4.5万年から3.3万年前

## 函館群発地震
北海道大学有珠火山観測所の推測ではあるが、1978年（昭和53年）10月23日から1982年（昭和57年）5月5日にかけて有感地震だけで計38回発生した函館群発地震はこの海底カルデラのマグマ活動由来ではないかとの説がある。
北海道大学理学部の観測によると、震源地は函館の沖合5～10㎞に集中し、震源の深さは5～15㎞で比較的浅いと推定された。
この群発地震の震源域が2ヶ所あり、当初は函館山すぐ南沖であったが、2ヶ月ほど経つと湯の川温泉沖でも起きるようになった。これだけでは原因を確定することは難しいものの、群発地震の原因はマグマや熱水などの地下深くの「熱いモノ」が浅い方向へ板状に上昇していく現象（貫入という）で起きると考えられていて、貫入が起きた地域を挟む2つの地域に力が集中し、2つ目玉のような震源域になる特徴がある。約3万年前に噴火活動は収束したとされているものの、この群発地震によって今でも函館に地下深くから大量の熱の供給が延々と続いている可能性が示されたと考えられる。地震自体の揺れによる大きな被害が起きるとは考えられないものの活動が長期化することがあり、住民が不安になるので厄介な地震といえる。
本項の解説範囲から外れるが、銭亀火山のある道南地域は北海道内でも群発地震が発生することが多い地域とされる。過去に起きた主な群発地震は下記の通り。
- 1919年（大正8年）の松前付近の群発地震[7]
- 1934年（昭和9年）の八雲町大関付近の群発地震[7]
- 1953年（昭和28年）の熊石付近の地震活動[7]
- 1966年（昭和41年）の八雲町鉛川付近の群発地震[7]
- 1995年（平成7年）-1997年（平成9年）の松前付近の群発地震[7]